# Joseph Ier du Kongo
Joseph Ier du Kongo (en kikongo  Mpasi a Nkanga ou Ndo Zozi Ier et  José Ier en portugais) Manikongo du royaume du Kongo de 1780 à janvier 1784.

## Contexte
Après la mort en 1779 d'Alvare XI du Kongo du clan Kinlaza du sud, avant son compétiteur Pierre V, un conflit éclate entre Dom José de la faction  Nkondo Kinlaza et le Kanda Mbamba Lovata représenté par Alvaro. Le « Régent » de Pierre V  
attaque le successeur d' Alvare XI,  qui est contraint de se retirer dans son fief de Mukondo. Toutefois José  bénéficie de l'appui des missionnaires qui l'aident après une grande bataille le 29 septembre 1781 à s'emparer de Sao Salvador à la tête de 30 000 hommes. Ce coup de force met fin définitivement à la rotation pacifique de la royauté entre les Kanda instaurée par Pierre IV du Kongo. La capitale est une nouvelle fois incendiée mais il est couronné sous le nom de Joseph Ier  le 15 décembre de la même année . Le nouveau souverain nomme son jeune frère Afonso duc de Mpemba et un autre de ses frères André duc de Mpangu. Sa victoire est telle que lorsqu'il meurt le titre royal passe sans contestation à son frère Afonso couronné sous le nom d'Alphonse V du Kongo le 5 janvier 1784

## Sources
- (en) John K. Thorton, « Mbanza Kongo/Sao Salvador :  Kongo's Holy City », dans David M. Anderson et Richard Rathbone (éd.), Africa's Urban Past, Oxford, James Currey, Portsmouth, Heinemann, 2000  (ISBN 978-0-325-00221-7), pp. 73-78.
- (en) John K. Thorton, A history of west central Africa to 1850, Cambridge, Cambridge University Press, 2020, 365 p. (ISBN 978-1-107-56593-7), p. 278
- (en) Susan Herlin Broadhead, Beyond Decline: The Kingdom of the Kongo in the Eighteenth and Nineteenth Centuries, vol. 12, The International Journal of African Historical Studies, 1979, p. 615-650 https://doi.org/10.2307/218070 Contribution from Boston University African Studies Center